# Stadionul Wembley (1923)
Stadionul Wembley original, cunoscut oficial ca Empire Stadium, a fost un stadion de fotbal din Wembley, Londra, Anglia, pe locul căruia în prezent este ridicat Noul Wembley, deschis în 2007.
Stadionul a fost renumit pentru găzduirea anuală a finalei FA Cup, a 5 finale de UEFA Champions League, a Jocurile Olimpice de vară din 1948, a finalei Campionatului Mondial de Fotbal 1966, finala Euro 96 și Queen's Magic Tour. Pe Stadionul Wembley, Pelé a spus, "Wembley este catedrala fotbalului. El este capitala și inima fotbalului." recunoscându-i statutul de cel mai cunoscut stadion de fotbal din lume.
Turnurile gemene au fost o imagine emblematică pentru Anglia și Wembley, și demolarea acestora în 2003 a suparat opinia publicului.

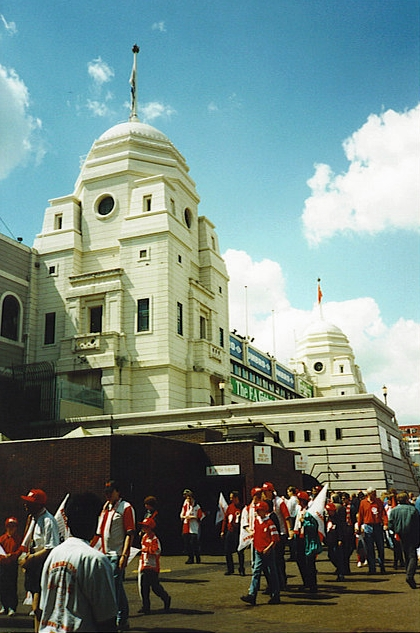
Turnurile gemene ale Stadionului Wembley
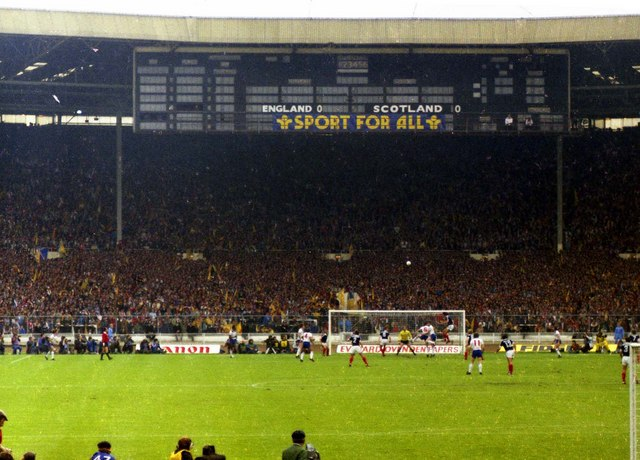
Anglia vs Scoția în 1981
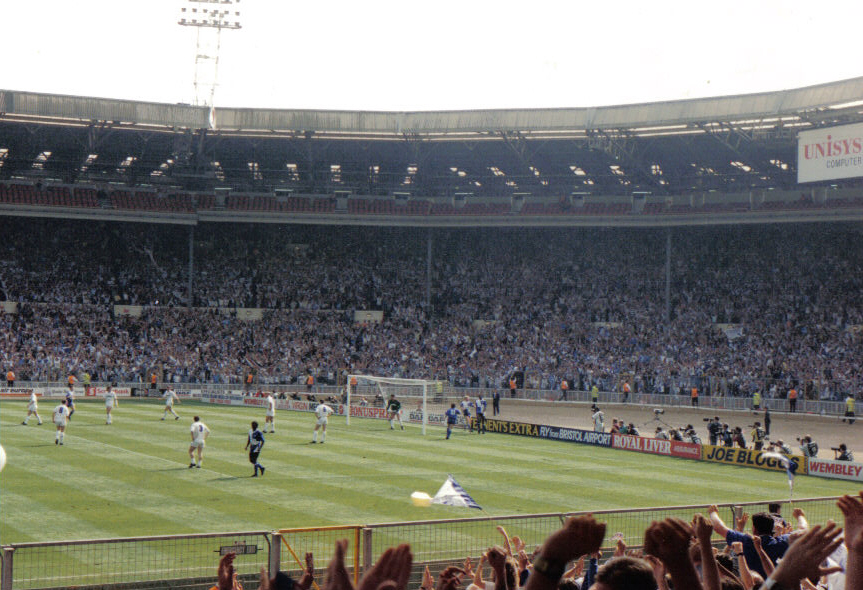
Finala Leyland DAF Cup dintre Bristol Rovers și Tranmere Rovers în 1990